# 平滑葉八角
平滑葉八角（學名：Illicium leiophyllum），又名野八角或花葉八角，雙子葉植物綱木蘭目八角科八角屬植物，香港特有的灌木。僅僅在香港香港島近黃泥涌峽的聶高信山生長。一般高約3或4米，芽鱗卵形，葉3-5片簇生，革質，長圓狀橢圓形。